# Janko Nepomuk Jeglič
Janko Nepomuk Jeglič, slovenski učitelj, * 19. maj 1859, Zgornji Tuhinj, † 9. januar 1943, Ljubljana. 
Bil je učitelj in ravnatelj meščanske šole na Grabnu v Ljubljani. Deloval je tudi v gospodarskih in dobrodelnih društvih ter v politiki kot dolgoletni ljubljanski občinski svetnik. V Slovenski ljudski stranki je zastopal interese učiteljev. 